# Twin Spica
Twin Spica (ふたつのスピカ Futatsu no Supika?) es una serie de manga creada por Kou Yaginuma. Se serializó en el magazine Comic Flapper en enero de 2001 y cuenta con 16 volúmenes.
El manga fue adaptado a una serie de anime de 20 episodios creada por Group TAC. Se emitió primero en la señal satelital de la NHK entre 1 de noviembre de 2003 hasta el 27 de marzo de 2004. Twin Spica ha sido traducido al inglés y otros idiomas, entre ellos al español, por Animax desde el 5 de febrero de 2007 hasta el 4 de noviembre de 2008. Twin Spica comenta la historia de un grupo de jóvenes estudiantes que se entrenan para volverse astronautas.
El título viene del sistema estelar binario Spica, la estrella más brillante de la constelación Virgo y una de las más brillantes en el cielo. La historia se basa en el hecho de que Spica son dos estrellas que necesitan una de la otra y que es muy relativa al compañerismo que se ve en las series.

## Argumento
La historia es de ciencia ficción y fantasía. Todo comienza con un lanzamiento de un cohete tripulado en Japón, pero ocurre una explosión en uno de los tanques y el cohete en llamas es desviado a una zona residencial, causando cientos de víctimas, entre ellas, el piloto del cohete y la madre de la protagonista, Asumi Kamogawa. Cinco años después, Asumi conoce al espíritu del piloto llamado Lion-San (Señor León), quien le empieza a contar cosas acerca del espacio, es entonces cuando Asumi empieza a soñar con ser una piloto de cohetes para llevar a la gente que ama a conocer distintos planetas.

## Personajes

### Principales
Asumi Kamogawa (鴨川　アスミ Kamogawa Asumi?)
Voz por: Akiko Yajima
Asumi es la protagonista de la historia. Es una chica muy bajita para su edad, de cabello café oscuro y ojos rojos. Es buena, distraída y muy comprensiva. Al finalizar la serie, Asumi tiene quince años. Luego de que muriera su madre cuando tenía cinco años, vive con su padre en una casa humilde de Yuigahama. Después de aquella muerte conoció a Leo, el fantasma de un joven que tripulaba el cohete Shishi, y ella es la única que puede verlo. Luego de conocerlo, desea convertirse en astronauta, para llevarlo a él, a su padre y a sus amigos al espacio. Al ser pobre, Asumi llegó a pensar que tal vez nunca podría realizar su sueño,  pero al terminar la escuela, logra entrar a la Academia Espacial de Tokio, gracias a la ayuda de su padre. La comida favorita de Asumi el onigiri (bolas de arroz), comida que hace ella misma. A veces hace demasiados y no sabe que hacer con ellos. Asumi a los doce años llegó a enamorarse de un chico llamado Takashi, y éste de ella, pero murió a causa de una enfermedad cardíaca que había hecho que permaneciera en el hospital mucho tiempo.
Leo (ライオンさん Raion-san?)
Voz por: Takehito Koyasu
Su verdadero nombre es Takano. Es un joven tripulante del cohete Shishi que murió en el accidente, teniendo aproximadamente dieciocho años de edad. Usa una gran máscara de león que cubre totalmente su rostro, aunque su cabello es castaño y sus ojos cafés. Es agradable y también muy sabio. La principal razón por la que aún seguía en el "mundo terrenal" era para despedirse de Yūko, su novia a quien antes de emprender la misión, le había dado un llavero de león con un regalo muy especial dentro. Un día Leo conoce a Asumi, que en ese entonces tenía cinco años, y le cuenta que era un fantasma. Como era la única que podía verlo, ésta lo ayuda a comunicarse con Yūko que al final se da cuenta de que dentro del llavero había una sortija de matrimonio. Así, Leo logró despedirse, pero siente que Asumi lo necesitaba y se queda con ella. Él la consuela de la muerte de su madre y la alienta a convertirse en una astronauta. Leo puede tocar la armónica, sobre todo su canción favorita, "Mira las estrellas en la noche". Él de pequeño era amigo de Marika, y construyó una base en forma de cohete, siempre quiso ser astronauta.
Shinnosuke Fuchūya (府中野　新之介 Fuchūya Shinnosuke?)
Voz por: Toshiyuki Toyonaga
Amigo de infancia de Asumi, quien termina siguiéndola hasta el la Academia Espacial. Es algo frío y malhumorado y gusta Asumi, pero nunca revela sus sentimientos por ella, y llega al punto de tratarla con desprecio. El cabello de Shin es negro y sus ojos marrón puro.Usa gafas y suele usar su moto para transportarse. En la academia suele comer sopa o fideos.
Marika Ukita (宇喜多　万里香 Ukita Marika?)
Voz por: Akiko Kimura
Una compañera de clase de Asumi, Su cabello es rubio casi verde y sus ojos azules, ella es el clon de la verdadera Marika Ukita, que murió hace mucho tiempo a causa de una enfermedad. Es solitaria y generalmente trata fríamente a sus compañeros. Se justifica por la infancia difícil que tuvo que pasar, creció bajo mucha presión provocada por su padre, un empresario rico y frívolo que nunca le da la atención que ella necesitaba y solo se le permitía estudiar aislada.  Ella constantemente se siente sola y desvalorizada. A menudo su padre le repite "no eres la Marika que yo amé", debido a que el trata de ver en ella, una copia de la original. Sufre de una enfermedad lo que la debilita y le hace toser sangre, por lo que constantemente debe tomar medicamentos.  La Marika original era amiga de Leo cuando eran pequeños, por lo que se acuerda un poco de él. Cuando ella conoce a Asumi, encuentra lo que toda la vida ha necesitado, una amiga de verdad, y aunque le cuesta mucho interactuar con las personas, poco a poco gracias a Asumi, Marika se va incluyendo al círculo de amistades, comienza a disfrutar la vida y a ser más optimista.
Kei Ōmi (近江 圭 Ōmi Kei?)
Voz por: Fuyuka Ōura
La primera chica que conoce Asumi durante el examen para la Academia Espacial y se convierte en su primer amiga allí. Su cabello es marrón y sus ojos verde-azulados. Es sociable, amigable y franca y se preocupa mucho por sus amigos. Es un poco escandalosa pero es una buena persona. Detesta casi todos los deportes excepto la natación y sus padres la hacen practicar Aikido Generalmente se queda dormida en las clases. Al principio no se lleva muy bien con Marika por el carácter que tiene, pero más adelante descubre su historia y se terminan llevando bien. Su sueño es un poco distinto al del resto de los protagonistas ya que ella no solo quiere ir al espacio, ella quiere ir a la Luna y sacar ella misma una fotografía de la tierra mientras que flota ligeramente en la Luna, esto se debe a que quedó impresionada con las fotografías que vio de la llegada del hombre a la luna, cuando solo era una niña.
Shū Suzuki (鈴木　秋 Suzuki Shū?)
Voz por: Yuki Kaida
El mejor estudiante de su curso, a pesar de su aparencia de vago, se esfuerza mucho para conseguir su sueño de convertirse en astronauta. Su cabello es rubio arena y sus ojos ámbar, y tiene las cejas afeitadas. Aprecia mucho a Asumi, a quien le dice "Pequeña Gaviota" y se hacen grandes amigos, juntos comparten relatos e información sobre el espacio.  Además, él es el único que sospecha o sabe que Shin está enamorado de Asumi desde ya hace tiempo. Se sabe que su padre es político y su abuelo vivía en el edificio especial y le heredo los libros de allí y menciona tener una hermana llamada Sakura.

### Secundarios
Tomorō Kamogawa (鴨川友朗 Kamogawa Tomorō?)
Voz por: Kenyu Horiuchi
Padre de Asumi, trabajaba en el proyecto del cohete japonés que misteriosamente falló. Quiere mucho a su hija y la apoya en su sueño de ir al espacio. Amaba profundamente a su esposa y es notorio que la extraña.
Kyōko Kamogawa (鴨川今日子 Kamogawa Kyōko?)
Voz por: Hiroko Kasahara
Madre de Asumi. Cuando ocurrió el accidente, ella se encontraba en la zona afectada por la caída del cohete espacial, con la bebé Asumi en brazos. La protege a costa de su cuerpo y posteriormente se encuentra sumergida en un profundo coma por cinco años antes de fallecer, el cabello de Kyoko es gris oscuro y sus ojos son violeta.
Ringo Sakashita (坂下 リンゴ Sakashita Ringo?)
Voz por: Junko Ishī
Es la encargada del lugar donde vive Asumi en Tokio. Suele llevarse bien con ella.
Kasane Shibata (柴田かさね Shibata Kasane?)
Voz por: Tomoe Hanba
Amiga de la infancia de Asumi. Ella perdió a su padre en el accidente de el cohete "Shishi", y su brazo no estaba del todo sano. vuelve a aprecer en el capítulo 19. Su cabello es azul oscuro. Ella solía decir que no le interesaba hacer amigos. Cuando se despiden, ella dijo: "Asumi, yo no quería a mi papa devuelta o un brazo sano. Lo único que quería, era una verdadera amiga".
Takahito Sano (佐野 貴仁 Sano Takahito?)
Voz por: Yasunori Masutani
Profesor de física espacial en la Academia Espacial de Tokio para el curso de astronautas. No le agrada Asumi, porque es hija de Tomorō. Él también participó en el equipo de desarrollo del cohete que estalló, pero su parte del proyecto fue desechado por la de Tomorō y desde entonces lo odia y cree que es él quien causó el accidente. Luego fue despedido y se unió a la Academia Espacial. Renuncia luego de unos dichos suyos en frente de los estudiantes.
Yūko Suzunari (鈴成 由子 Suzunari Yūko?)
Voz por: Risa Mizuno
Novia de Takano (Leo) hasta la muerte de éste. Profesora primaria de Asumi y Shin. Quedó profundamente afectada por la muerte de Takano, la cual intenta superar. En el anime se casa ya cuando Asumi asiste a la Academia Espacial. Su cabello es rojo.
Toshiko Shiomi (塩見 先生 Shiomi Toshiko?)
Voz por: Jun'ichi Sugawara
Profesor de la Academia Espacial de Tokio que entrevistó a Asumi y luego profesor reemplazante de Física Espacial. Tiene un carácter apacible.
Nichida-sensei (西田 先生 Nichida-sensei?)
Voz por: Masaya Takatsuka
Profesor de Educación Física de la Academia Espacial de Tokio. Le exige a sus alumnos un duro entrenamiento físico.
Takashi Shimazu (島津タカシ Shimazu Takashi?)
Voz por: Daisuke Fujida
Fue el primer amor de Asumi. Murió a causa de una enfermedad que lo aquejaba desde que era muy niño. Puede ver y escuchar a León. Su cabello es marrón claro y sus ojos son verdes. El siempre estaba en un hospital, y dibujaba a Asumi.

## Lista de episodios
1. Fuegos artificiales
2. El sueño de Asumi
3. Primer paso a las estrellas
4. Viejos recuerdos
5. El rostro de mi madre
6. Prueba finalizada
7. Ceremonia de bienvenida a la Academia
8. El sueño de uno, el sueño de todos
9. El bosque campanela (カムパネルラの森)
10. El universo bajo el agua
11. Alas rotas
12. Las estrella hoja es nuestra estrella
13. El juramento de los cinco
14. Una sonrisa triste
15. Completamente sola
16. El cerezo de Asumi
17. Entrenamiento de supervivencia
18. Marika y Marika (マリカとまりか)
19. Las cosas que podrás hacer ahora
20. Mira hacia el mañana